# Европско првенство у атлетици на отвореном 1958 — 80 метара препоне за жене
Такмичење у трци на 80 метара са препонама у женској конкуренцији на 6. Европском првенству у атлетици 1958. одржано је 20., 21. и 22. августа на Olympic Stadium у Стокхолму (Шведска).
Титулу освојену у Берну 1954, није бранила Марија Голубнича из Совјетског Савеза.

## Земље учеснице
Учествовало је 14 атлетичарки из 11 земаља.
1. Аустрија (1)
2. Бугарска (1)
3. Западна Немачка (2)
4. Источна Немачка (1)
5. Италија (1)
6. Југославија (1)
7. СССР (3)
8. Уједињено Краљевство (1)
9. Француска (1)
10. Холандија (1)
11. Чехословачка (1)

## Рекорди
| Рекорди пре почетка Европског првенства 1958.     | Рекорди пре почетка Европског првенства 1958. | Рекорди пре почетка Европског првенства 1958. | Рекорди пре почетка Европског првенства 1958. | Рекорди пре почетка Европског првенства 1958. | Рекорди пре почетка Европског првенства 1958. |
| ------------------------------------------------- | --------------------------------------------- | --------------------------------------------- | --------------------------------------------- | --------------------------------------------- | --------------------------------------------- |
| Светски рекорд                                    | Цента Коп                                     | Западна Немачка                               | 10,6                                          | Фрехен, Западна Немачка                       | 29. јул 1956.                                 |
| Европски рекорд                                   | Цента Коп                                     | Западна Немачка                               | 10,6                                          | Фрехен, Западна Немачка                       | 29. јул 1956.                                 |
| Рекорди европских првенстава                      | Марија Голубнича                              | Совјетски Савез                               | 11,0                                          | Берн, Швајцарска                              | 28. август 1954.                              |
| Рекорди после завршеног Европског првенства 1958. |                                               |                                               |                                               |                                               |                                               |
| Рекорди европских првенстава                      | Галина Бистрова                               | Совјетски Савез                               | 10,7                                          | Стокхолм, Шведска                             | 21. август 1958.                              |

## Победнице
| \|                   | \|                          |                                     |
| -------------------- | --------------------------- | ----------------------------------- |
| Галина Бистрова СССР | Цента Коп · Западна Немачка | Гизела Биркемајер · Источна Немачка |

## Сатница
| Датум       | Време | Коло          |
| ----------- | ----- | ------------- |
| 20. август. | 17:40 | Квалификације |
| 21. август. | 18:10 | Полуфинале    |
| 22. август  | 17:10 | Финале        |

## Резултати

### Квалификације
Такмичарке су биле подељене у четири групе. У полуфинале су се пласирале по 3 првопласиране из сваке групе (КВ).,
Ветар: 1. гр. 0,7 м/с, 2. гр. 1,0 м/с, 3. гр. 0,4 м/с, 4. гр. 0,9 м/с
| Пласман | Група | Атлетичарка         | Држава               | Време | Белешка |
| ------- | ----- | ------------------- | -------------------- | ----- | ------- |
| 1.      | 3     | Цента Коп           | Западна Немачка      | 11,0  | КВ      |
| 2.      | 1     | Галина Бистрова     | СССР                 | 11,1  | КВ      |
| 3.      | 2     | Карол Кунтон        | Уједињено Краљевство | 11,1  | КВ      |
| 4.      | 2     | Нели Јелисејева     | СССР                 | 11,1  | КВ      |
| 5.      | 4     | Гизела Биркемајер   | Источна Немачка      | 11,1  | КВ      |
| 6.      | 2     | Марта Дјиан         | Француска            | 11,2  | КВ      |
| 7.      | 2     | Фридл Мурауер       | Аустрија             | 11,4  | КВ      |
| 8.      | 4     | Валентина Масловска | СССР                 | 11,4  | КВ      |
| 9.      | 1     | Анелиесе Карл       | Западна Немачка      | 11,5  | КВ      |
| 10.     | 3     | Вил Бакер           | Холандија            | 11,5  | КВ      |
| 11.     | 4     | Марија Мусо         | Италија              | 11,4  | КВ      |
| 12.     | 3     | Мирослава Тркалова  | Чехословачка         | 11,6  | КВ      |
| 13.     | 1     | Снежана Жалова      | Бугарска             | 11,6  |         |
| 14.     | 4     | Милка Бабовић       | Југославија          | 11,6  |         |

### Полуфинале
Такмичарке су биле подељене у две групе. У полуфинале су се пласирале по 3 првопласиране из сваке групе (КВ).
,
Ветар: 1. гр. 1,0 м/с, 2. гр. 0,7 м/с
| Пласман | Група | Атлетичарка         | Држава               | Време | Белешка |
| ------- | ----- | ------------------- | -------------------- | ----- | ------- |
| 1.      | 1     | Галина Бистрова     | СССР                 | 10,7  | КВ, РЕП |
| 2.      | 2     | Гизела Биркемајер   | Источна Немачка      | 10,8  | КВ      |
| 3.      | 1     | Цента Коп           | Западна Немачка      | 10,9  | КВ      |
| 4.      | 2     | Карол Кунтон        | Уједињено Краљевство | 10,9  | КВ      |
| 5.      | 2     | Нели Јелисејева     | СССР                 | 11,0  | КВ      |
| 6.      | 2     | Валентина Масловска | СССР                 | 11,2  |         |
| 7.      | 1     | Вил Бакер           | Холандија            | 11,5  | КВ      |
| 8.      | 1     | Марија Мусо         | Италија              | 11,5  |         |
| 9.      | 2     | Анелиесе Карл       | Западна Немачка      | 11,5  |         |
| 10.     | 2     | Мирослава Тркалова  | Чехословачка         | 11,7  |         |
| 11.     | 1     | Фридл Мурауер       | Аустрија             | 11,8  |         |
| 12.     | 1     | Марта Дјиан         | Француска            | НЗ    |         |

### Финале
Финале је одржано 22. августа 1958. године.,
Ветар: 0,0 м/с
| Пласман | Атлетичарка       | Држава               | Време | Белешка |
| ------- | ----------------- | -------------------- | ----- | ------- |
|         | Галина Бистрова   | СССР                 | 10,9  |         |
|         | Цента Коп         | Западна Немачка      | 10,9  |         |
|         | Гизела Биркемајер | Источна Немачка      | 11,0  |         |
| 4.      | Карол Кунтон      | Уједињено Краљевство | 11,0  |         |
| 5.      | Нели Јелисејева   | СССР                 | 11,2  |         |
| 6.      | Вил Бакер         | Холандија            | 11,5  |         |

## Укупни биланс медаља у трци на 80 метара препоне за жене после 6. Европског првенства 1938—1958.[7]
|    | Земља                | Злато | Сребро | Бронза | Укупно |
| -- | -------------------- | ----- | ------ | ------ | ------ |
| 1  | Совјетски Савез      | 2     | 1      | 1      | 4      |
| 2. | Холандија            | 2     | 0      | 1      | 3      |
| 3. | Италија              | 1     | 0      | 0      | 1      |
| 4  | Западна Немачка      | 0     | 2      | 0      | 2      |
| 5. | Уједињено Краљевство | 0     | 1      | 1      | 2      |
| 6. | Немачка              | 0     | 1      | 0      | 1      |
| 7. | Источна Немачка      | 0     | 0      | 1      | 1      |
| 7. | Француска            | 0     | 0      | 1      | 1      |
|    | Укупно {8}           | 5     | 5      | 5      | 15     |

|    | Атлетичарка       | Земља     | Злато | Сребро | Бронза | Укупно |
| -- | ----------------- | --------- | ----- | ------ | ------ | ------ |
| 1. | Фани Бланкерс-Кун | Холандија | 2     | 0      | 0      | 2      |